# Харц, Петер
Петер Харц (нем. Peter Hartz; род. 9 августа 1941, Санкт-Ингберт) — германский предприниматель и экономист.

## Политика
Занимал высокий пост в компании Volkswagen AG, частично принадлежащей земле Нижняя Саксония, и в этом качестве сблизился с будущим канцлером Германии Герхардом Шрёдером в бытность того главой Нижней Саксонии. В период шрёдеровского руководства Германией был привлечён как эксперт для разработки реформы рынка труда и в результате трёхлетней работы предложил в 2005 г. так называемые «реформы Харца», которые и были приняты.
С 2002 по 2005 год возглавлял так называемую комиссию Харца (нем. Hartz Komission), по рекомендациям которой немецкое правительство под руководством канцлера Герхарда Шрёдера реформировало рынок труда. Его командой была разработана концепция четырёх законов Hartz I—IV, очень спорно воспринятая немецким обществом и СМИ. Последней фазой реализации серии законов являлось сокращение пособия для безработных в 2005 году. С тех пор название последнего закона «Hartz IV» стало синонимом пониженного пособия.

## Финансовый скандал
- 8 июля 2005 г. подал в отставку из-за обвинений в различных нарушениях закона во время работы в компании «Фольксваген».
- 7 октября 2005 года прокуратура Брауншвейга возбудило дело против Харца о злоупотреблении доверием в сорока четырёх случаях. В течение следующих двух лет он сознался во всех пунктах обвинения[3].
- 25 января 2007 г. приговорён к двум годам тюрьмы (условно) и штрафу в 576 000 евро[3].